# Pro14 2019-20
El Pro 14 2019-20, también conocido como Guinness Pro14 (por cuestiones de patrocinio) fue la decimonovena temporada de la Liga Celta. Fue la tercera temporada que a la competencia se la conoce como Pro14, con la adición de dos equipos sudafricanos.
Se confirman catorce equipos para competir esta temporada: 4 de Irlanda (Connacht, Leinster, Munster y Ulster), 4 de Gales (Cardiff Blues, Ospreys, Dragons y Scarlets), 2 de Italia (Benetton Treviso y Zebre), 2 de Escocia (Glasgow Warriors y Edinburgh), y 2 de Sudáfrica (Cheetahs y Southern Kings).
El 12 de marzo, la competición fue suspendida debido a la Pandemia de enfermedad por coronavirus de 2019-2020. Se reinició el 21 de agosto y finalizó el 12 de septiembre.

## Equipos participantes
| Equipo           | Ciudad           | Estadio                                          | Capacidad     | Entrenador(es)             |
| ---------------- | ---------------- | ------------------------------------------------ | ------------- | -------------------------- |
| Benetton Treviso | Treviso          | Stadio Comunale di Monigo                        | 6700          | Kieran Crowley             |
| Cardiff Blues    | Cardiff          | Cardiff Arms Park                                | 12 125        | John Mulvihill             |
| Cheetahs         | Bloemfontein     | Estadio Free State                               | 48 000        | Franco Smith Hawies Fourie |
| Connacht         | Galway           | Galway Sportsgrounds                             | 8100          | Andy Friend                |
| Edinburgh        | Edimburgo        | Estadio Myreside Estadio Murrayfield             | 5500 67 144   | Richard Cockerill          |
| Glasgow Warriors | Glasgow          | Estadio Scotstoun                                | 9708          | Dave Rennie                |
| Leinster         | Dublín           | RDS Arena Estadio Aviva                          | 18 500 51 700 | Leo Cullen                 |
| Munster          | Limerick         | Thomond Park Musgrave Park                       | 25 600 9500   | Johann van Graan           |
| Newport Dragons  | Newport          | Rodney Parade                                    | 8500          | Dean Ryan                  |
| Ospreys          | Swansea          | Liberty Stadium                                  | 20 827        | Allen Clarke               |
| Scarlets         | Llanelli         | Parc y Scarlets                                  | 14 870        | Brad Mooar                 |
| Southern Kings   | Puerto Elizabeth | Estadio Nelson Mandela Bay Isaac Wolfson Stadium | 48 459 10 000 | Robbi Kempson              |
| Ulster           | Belfast          | Estadio Kingspan                                 | 18 196        | Dan McFarland              |
| Zebre            | Parma            | Stadio Sergio Lanfranchi                         | 5000          | Michael Bradley            |

## Formato
Los catorce equipos se dividirán en dos conferencias de siete equipos, y cada conferencia contará con dos equipos de Irlanda y Gales y uno por parte de Italia, Escocia y Sudáfrica. La temporada regular estará compuesta por 21 rondas: 
- 12 partidos en casa y fuera de casa, para cada equipo en su propia conferencia,
- 7 juegos en casa o fuera de casa contra los equipos contrarios en la otra conferencia,
- más dos derbis regionales.[4][5]

El equipo que ocupa el primer puesto en cada conferencia recibe un pase directo a las semifinales, los equipos ubicados segundo y tercero en cada conferencia se enfrentan en dos cuartos de final para los dos lugares restantes de la semifinal.

### Clasificación a las copas
Al final de la temporada 2019-20, los seis mejores equipos (los mejores tres de cada conferencia) se clasificarán automáticamente para la Copa de Europa de Rugby 2020-21, independientemente de su país de origen (anteriormente los siete clasificados incluían al menos un equipo de Irlanda, Gales, Escocia e Italia). Un séptimo equipo saldrá de un repechaje entre los que clasifiquen en el cuarto lugar de cada conferencia.
Actualmente, los dos equipos sudafricanos no serán elegibles para clasificarse para los torneos de Europa.

## Clasificación

### Conferencia A
Actualizado a últimos partidos disputados el 30 de agosto de 2020 (15.ª Jornada).
| Pos. | Equipo           | Encuentros | Encuentros | Encuentros | Encuentros | Tantos | Tantos | Tantos | PB | Puntos |
| Pos. | Equipo           | PJ         | PG         | PE         | PP         | F      | C      | Dif    | PB | Puntos |
| ---- | ---------------- | ---------- | ---------- | ---------- | ---------- | ------ | ------ | ------ | -- | ------ |
| 1    | Leinster         | 15         | 15         | 0          | 0          | 531    | 216    | +315   | 9  | 69     |
| 2    | Ulster           | 15         | 8          | 1          | 6          | 385    | 306    | +79    | 10 | 44     |
| 3    | Glasgow Warriors | 15         | 8          | 0          | 7          | 364    | 329    | +35    | 6  | 38     |
| 4    | Cheetahs         | 13         | 6          | 0          | 7          | 342    | 280    | +62    | 7  | 32     |
| 5    | Dragons          | 15         | 5          | 1          | 9          | 283    | 415    | −132   | 2  | 24     |
| 6    | Zebre            | 15         | 3          | 1          | 11         | 230    | 399    | −169   | 7  | 21     |
| 7    | Ospreys          | 15         | 2          | 2          | 11         | 205    | 375    | −170   | 5  | 17     |

Nota: Se otorgan 4 puntos al equipo que gane un partido, 2 al que empate y 0 al que pierda
Puntos Bonus: 1 punto por convertir 4 tries o más en un partido y 1 al equipo que pierda por no más de 7 tantos de diferencia

### Conferencia B
Actualizado a últimos partidos disputados el 30 de agosto de 2020 (15.ª Jornada).
| Pos. | Equipo           | Encuentros | Encuentros | Encuentros | Encuentros | Tantos | Tantos | Tantos | PB | Puntos |
| Pos. | Equipo           | PJ         | PG         | PE         | PP         | F      | C      | Dif    | PB | Puntos |
| ---- | ---------------- | ---------- | ---------- | ---------- | ---------- | ------ | ------ | ------ | -- | ------ |
| 1    | Edinburgh        | 15         | 11         | 0          | 4          | 391    | 225    | +166   | 7  | 51     |
| 2    | Munster          | 15         | 10         | 0          | 5          | 426    | 255    | +171   | 11 | 51     |
| 3    | Scarlets         | 15         | 10         | 0          | 5          | 354    | 274    | +80    | 7  | 47     |
| 4    | Connacht         | 15         | 8          | 0          | 7          | 302    | 360    | −58    | 8  | 40     |
| 5    | Benetton Treviso | 15         | 6          | 1          | 8          | 309    | 350    | −41    | 10 | 36     |
| 6    | Cardiff Blues    | 15         | 7          | 0          | 8          | 283    | 327    | −44    | 5  | 33     |
| 7    | Southern Kings   | 13         | 1          | 0          | 12         | 204    | 498    | −294   | 3  | 7      |

Nota: Se otorgan 4 puntos al equipo que gane un partido, 2 al que empate y 0 al que pierda
Puntos Bonus: 1 punto por convertir 4 tries o más en un partido y 1 al equipo que pierda por no más de 7 tantos de diferencia
|  | Clasificados para la fase eliminatoria y promovidos para la Copa de Campeones Europeos de Rugby 2020-21. |
|  | Clasificado para la Copa de Campeones Europeos de Rugby 2020-21.                                         |

## Resultados

### Fase regular
Los dos empates marcados con un asterisco corresponden a los partidos aplazados de la decimotercera jornada resultando en un empate. Las casillas de color gris claro corresponden a los partidos cancelados.
| Clubes           | CHE   | DRA   | GLA   | LEI   | OSP   | ULS   | ZEB   |       | CAR   | CON   | EDI   | LLA   | MUN   | SOU   | TRE |
| ---------------- | ----- | ----- | ----- | ----- | ----- | ----- | ----- | ----- | ----- | ----- | ----- | ----- | ----- | ----- | --- |
| Cheetahs         |       |       | 48-14 |       |       | 63-26 |       |       |       |       |       | 40-16 | 45-0  |       |     |
| Dragons          | 13-10 |       | 18-5  |       | 25-18 |       | 12-39 |       | 14-38 |       | 22-20 |       |       | 25-37 |     |
| Dragons          | 13-10 | 20-41 | 18-5  |       | 25-18 |       | 12-39 |       | 14-38 |       |       |       |       | 25-37 |     |
| Glasgow Warriors |       | 34-19 |       | 10-23 |       |       | 56-24 | 17-13 |       | 20-16 | 21-25 |       | 50-0  |       |     |
| Glasgow Warriors | 15-30 | 34-19 |       | 10-23 |       |       | 56-24 | 17-13 |       |       | 21-25 |       | 50-0  |       |     |
| Leinster         | 36-12 | 50-15 | 55-19 |       | 53-5  | 54-42 |       |       | 54-7  | 40-14 |       | 27-25 |       |       |     |
| Ospreys          | 13-18 | 20-20 |       | 13-21 |       | 26-24 |       | 16-19 | 10-20 |       |       |       | 14-16 | 24-20 |     |
| Ulster           | 20-10 |       |       | 10-28 | 38-14 |       | 22-7  | 23-14 | 35-3  |       | 29-5  | 38-17 |       |       |     |
| Zebre            | 41-13 | 28-52 | 7-31  | 0-3   | 0-0*  |       |       |       |       |       |       | 0-28  |       | 8-13  |     |
| Zebre            | 41-13 | 28-52 | 7-31  | 0-3   | 0-0*  | 9-16  |       |       |       |       |       | 0-28  |       |       |     |
| Cardiff Blues    |       | 16-12 |       |       | 29-20 |       |       |       |       | 11-19 | 14-16 | 23-33 |       | 34-24 |     |
| Connacht         | 24-22 |       |       | 11-42 |       | 26-20 |       | 29-0  |       |       |       | 14-19 | 24-12 | 41-5  |     |
| Edimburgh        |       | 20-7  | 29-19 |       |       |       | 50-15 | 14-6  | 41-14 |       | 46-7  |       | 61-13 |       |     |
| Edimburgh        | 3-15  | 20-7  |       |       |       |       | 50-15 | 14-6  | 41-14 |       | 46-7  |       | 61-13 |       |     |
| Scarlets         | 17-13 |       |       |       | 44-0  |       | 54-10 | 32-12 | 18-10 | 9-14  |       |       | 36-17 | 20-17 |     |
| Munster          |       | 39-9  |       | 6-13  | 28-12 |       |       |       | 49-12 | 16-18 | 29-10 |       | 68-3  |       |     |
| Southern Kings   | 30-31 |       |       |       |       | 17-42 |       | 27-31 | 19-29 |       |       | 20-31 |       |       |     |
| Benetton Treviso |       |       | 19-38 | 27-32 |       | 0-0*  | 36-25 | 28-31 |       | 18-16 |       |       | 36-30 |       |     |
| Benetton Treviso | 13-17 |       | 19-38 | 27-32 |       | 0-0*  |       | 28-31 |       | 18-16 |       |       | 36-30 |       |     |

|  | Victoria local |  | Empate |  | Derrota local |

### Fase eliminatoria
|  | Semifinales | Semifinales |        |          | Final | Final |  |
|  |             |             |        |          |       |       |  |
|  |             |             |        |          |       |       |  |
|  | Leinster    | 13          |        |          |       |       |  |
|  | Leinster    | 13          |        |          |       |       |  |
|  | Munster     | 3           |        |          |       |       |  |
|  | Munster     | 3           |        | Leinster | 27    |       |  |
|  |             |             |        | Leinster | 27    |       |  |
|  |             |             | Ulster | 5        |       |       |  |
|  | Edinburgh   | 19          | Ulster | 5        |       |       |  |
|  | Edinburgh   | 19          |        |          |       |       |  |
|  | Ulster      | 22          |        |          |       |       |  |
|  | Ulster      | 22          |        |          |       |       |  |
|  |             |             |        |          |       |       |  |

#### Semifinales
| 4 de septiembre de 2020, 19:35 (UTC+0) | Leinster                                                                      | 13 - 3  | Munster                    | Aviva Stadium, Dublín    |                          |
|                                        | Try: Kelleher 27' Conversión: (1/1) Sexton 28' Penales: (2/3) Sexton 40', 67' | Reporte | Penales: 5' Hanrahan (1/3) | Árbitro(s): Andrew Brace | Árbitro(s): Andrew Brace |

| 5 de septiembre de 2020, 19:35 (UTC+0) | Edinburgh                                                                         | 19 - 22 | Ulster | BT Murrayfield, Edimburgo |                          |
|                                        | Tries: McInally 14' Graham 46' Dean 57' Conversiones: (2/3) Van der Walt 47', 59' | Reporte | Tries: 54' Lyttle 62' Herring 75' Andrew Conversiones: 55' Burns (1/2) 76' Madigan (1/1) Penal: 80' Madigan (1/1) | Árbitro(s): Frank Murphy  | Árbitro(s): Frank Murphy |

#### Final
| 12 de septiembre de 2020, 19:35 (UTC+0) | Leinster | 27 - 5  | Ulster       | Aviva Stadium, Dublín    |                          |
|                                         | Tries: Lowe 12' Henshaw 45' Doris 71' Conversiones: (2/2) R. Byrne 14', 47' (1/1) Sexton 72' Penales: (2/2) R. Byrne 26', 44' | Reporte | Try: 3' Hume | Árbitro(s): Andrew Brace | Árbitro(s): Andrew Brace |

| Bandera de Irlanda |
| Campeón Leinster   |
| Séptimo título     |